# Locust Grove (Oklahoma)
Locust Grove és un poble dels Estats Units a l'estat d'Oklahoma. Segons el cens del 2000 tenia 1.366 habitants.

## Demografia
Segons el cens del 2000, Locust Grove tenia 1.366 habitants, 519 habitatges, i 363 famílies. La densitat de població era de 620,5 habitants per km².
Dels 519 habitatges en un 38,9% hi vivien nens de menys de 18 anys, en un 47,4% hi vivien parelles casades, en un 17,7% dones solteres, i en un 29,9% no eren unitats familiars. En el 26,8% dels habitatges hi vivien persones soles el 16% de les quals corresponia a persones de 65 anys o més que vivien soles. El nombre mitjà de persones vivint en cada habitatge era de 2,63 i el nombre mitjà de persones que vivien en cada família era de 3,14.
Per edats la població es repartia de la següent manera: un 32,1% tenia menys de 18 anys, un 12,2% entre 18 i 24, un 25,5% entre 25 i 44, un 16,7% de 45 a 60 i un 13,6% 65 anys o més.
L'edat mediana era de 29 anys. Per cada 100 dones de 18 o més anys hi havia 80,9 homes.
La renda mediana per habitatge era de 20.655 $ i la renda mediana per família de 24.821 $. Els homes tenien una renda mediana de 25.500 $ mentre que les dones 16.389 $. La renda per capita de la població era de 9.191 $. Entorn del 22,1% de les famílies i el 23% de la població estaven per davall del llindar de pobresa.

## Poblacions més properes
El següent diagrama mostra les poblacions més properes.